# Kalalbandi, Kushtagi
Kalalbandi là một làng thuộc tehsil Kushtagi, huyện Koppal, bang Karnataka, Ấn Độ.